# Blanche de Bruxelles
Blanche de Bruxelles is een Belgisch witbier van hoge gisting.
Het bier wordt gebrouwen in Brouwerij Lefebvre te Quenast.
Het is een lichtblond troebel bier met een alcoholpercentage van 4,5%. In 1989 begint de brouwerij, de modetendens volgend, met het brouwen van een witbier met de naam Student, waarvan later de naam verandert in de huidige naam. Het wordt ook onder de namen Blanche de Francorchamps, Floreffe Wit abdijbier, Mediterranea voor de Italiaanse markt, ’t Geheim van de Smit, Manneken Pils, L’Alsacienne Blanche de l’Eté en Blanche de Quenast (voor de Dia/Ed supermarkten) op de markt gebracht.